# PGC 7905
PGC 7905 est une galaxie spirale barrée. Elle est située dans la constellation de la Baleine. 
La base de données NASA/IPAC (NED) et celle de Simbad identifient la galaxie PGC 7905 à NGC 811, mais on spécifie sur NED que cette identification est incertaine. Le site de SEDS et celui du professeur Seligman identifient la galaxie PGC 7870 comme étant NGC 811.